# Daniel Fernández Jiménez
Daniel Fernández Jiménez (* 28. März 2001 in Sabadell) ist ein spanischer Handballspieler. Der 1,76 m große Linksaußen spielt seit 2025 für den spanischen Erstligisten FC Barcelona und steht zudem im Aufgebot der spanischen Nationalmannschaft.

## Karriere

### Verein
Daniel Fernández spielte ab der Saison 2017/18 in der zweiten Mannschaft des FC Barcelona in der zweiten spanischen Liga. Zur Saison 2020/21 nahm ihn der spanische Erstligist Frigoríficos Morrazo unter Vertrag. Für die Mannschaft aus Cangas do Morrazo erzielte der linke Außenspieler in seiner ersten Spielzeit 130 Tore in 34 Spielen und wurde in das All-Star-Team der Liga gewählt. In der Saison 2021/22 verbesserte er seine Quote auf 147 Treffer in 30 Einsätzen und wurde wieder zum besten Linksaußen gekürt.
Zur Saison 2022/23 unterschrieb Fernández einen Dreijahresvertrag beim deutschen Bundesligisten TVB 1898 Stuttgart, der damals von seinem ehemaligen Trainer in Barcelona, Roi Sánchez, trainiert wurde.
Er unterschrieb im März 2024 zur Saison 2025/26 einen Vertrag beim FC Barcelona, Fernández wurde bis 2028 verpflichtet.

### Nationalmannschaft
In der spanischen A-Nationalmannschaft debütierte Fernández am 4. November 2021 beim 33:29-Sieg gegen Rumänien. Bei den Mittelmeerspielen 2022 errang er mit Spanien die Goldmedaille. An einer Weltmeisterschaft nahm er erstmals im Januar 2023 in Polen und Schweden teil. Mit der spanischen Auswahl zur Weltmeisterschaft 2023 gewann er die Bronzemedaille. Mit der spanischen Olympiamannschaft 2024 gewann er auch die Bronzemedaille bei den Olympischen Spielen. Er wurde in das All-Star-Team des Turniers gewählt. Er gehörte zum spanischen Aufgebot zur Weltmeisterschaft 2025 (18. Platz).